# Emahoy Tsegué-Maryam Guèbrou
Emahoy Tsegué-Maryam Guèbrou (en alphasyllabaire guèze : ፅጌ ማርያም ገብሩ), née Yewubdar Gebru le 12 décembre 1923 à Addis-Abeba et morte le 27 mars 2023 à Jérusalem, est une religieuse orthodoxe, compositrice et pianiste éthiopienne.

## Biographie
Guèbrou est née sous le nom de Yewubdar Gebru à Addis-Abeba dans une famille aisée. À 6 ans, elle est envoyée dans un pensionnat en Suisse, voyageant en train, des hauts plateaux d'Addis-Abeba au port de Djibouti, puis en bateau jusqu'à Marseille. En Suisse, elle découvre la musique occidentale et étudie le violon. En 1933, elle retourne en Éthiopie, et fréquente la cour impériale. Elle a des convictions féministes, et est la première femme à travailler pour le service civil éthiopien, la première à chanter dans une église orthodoxe éthiopienne, la première à travailler comme traductrice pour le patriarche orthodoxe à Jérusalem.  Au cours de la seconde guerre italo-éthiopienne, elle et sa famille sont faits prisonniers de guerre et détenus par les Italiens dans un camp dans l'île italienne de l'Asinara et, plus tard, à Mercogliano, près de Naples. Après la guerre, elle étudie avec le violoniste polonais Alexander Kontorowicz au Caire. Kontorowicz et Guèbrou retournent en Éthiopie, libérée des Italiens. Kontorowicz est nommé directeur musical de l'orchestre du Corps de Garde impériale. Guèbrou est employée en tant qu'assistante administrative. 
Elle fréquente la haute société d'Addis-Abbeba. Un des fils de l'empereur Haïlé Sélassié Ier offre de lui payer un séjour en Angleterre pour qu'elle y perfectionne son jeu de piano, en complément d'une bourse à la Royal Academy of Music qu'elle a obtenue. L'empereur refuse. Déçue, elle s'échappe de cette vie, et, à 23 ans, se réfugie au monastère Guishen Mariam dans la province du Wello, où elle devient nonne. « Nous ne pouvons pas toujours choisir ce que la vie apporte », déclare-t-elle dans un entretien bien des années plus tard, « mais nous pouvons choisir comment répondre ». Elle prend le nom religieux de sœur Emahoy Tsegué-Maryam. Elle ne peut pas continuer son travail musical au monastère situé dans l'arrière-pays rural de l'Éthiopie, où elle vit pieds nus, sans eau courante ni électricité. Elle n'a plus accès au piano. Ses conditions de vie sont si dures qu'elle tombe gravement malade et doit retourner chez ses parents, à Addis-Abeba. Là, elle recommence à jouer du piano, compose des morceaux pour piano, violon et orgue, et enseigne.
Dans les années 1960, elle vit dans la province de Gondar et étudie la musique religieuse de saint Yared, musicien du VIe siècle qui est considéré comme l'inventeur de la tradition de la musique sacrée de l'Église éthiopienne orthodoxe. Là, elle est émue par le sort des autres jeunes étudiants, réduits souvent à mendier de la nourriture et de l'hébergement pour étudier la musique sacrée. Son premier disque sort en 1967. Le produit des ventes et des versions ultérieures va à des œuvres charitables.
En 1984, elle gagne le monastère éthiopien de Jérusalem en raison du conflit entre ses convictions religieuses et le régime marxiste de Mengistu Haile Mariam, devenu chef de l’État éthiopien. Une Fondation musicale Emahoy Tsege Mariam est mise en place pour aider les enfants dans le besoin à étudier la musique, à la fois en Afrique et dans la région de Washington.
Elle est redécouverte tardivement, après plusieurs décennies de réclusion. En 2006, en France, Francis Falceto sort dans sa série Éthiopiques (volume 21), une compilation, au piano solo, sur 75 minutes, de titres de Tsegué-Maryam Guèbrou, qui a alors 83 ans,,,. En avril 2017, elle fait l'objet d'une émission de BBC Radio 4 documentaire, présentée par Kate Molleson, et intitulée The Honky Tonk Nun. Elle donne de rares concerts. Ainsi, le 12 juillet 2008, elle se produit en public au Centre communautaire juif à Washington. Trois concerts hommages ont lieu à Jérusalem en 2013 pour marquer son 90e anniversaire, et une compilation de ses œuvres musicales est publiée, avec l'aide de la musicienne israélienne Maya Dunietz,. Elle meurt le 27 mars 2023.

Emahoy en 2016
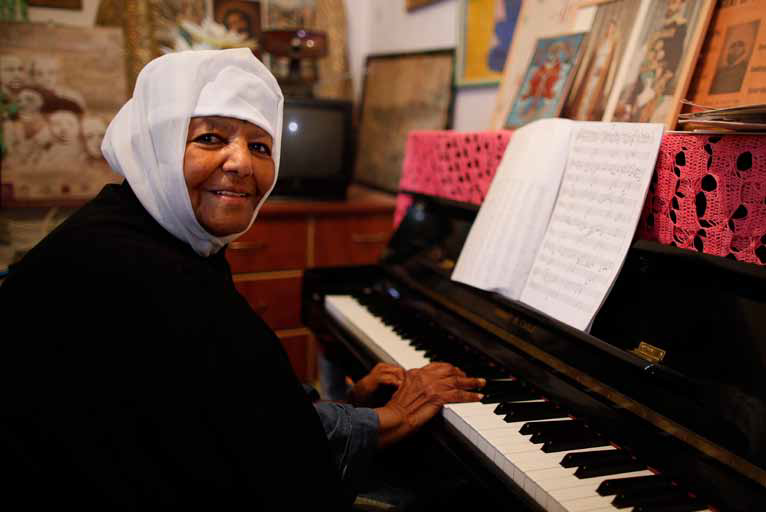

## Œuvres
Ses créations sont basées sur une tradition musicale éthiopienne qui utilise un système modal pentatonique spécifique. Sa musique est décrite comme une musique de piano blues mélodique avec un phrasé rythmique complexe. Francis Falceto indique encore  à son propos : « Tsegué-Maryam Guèbrou est pianiste et compositrice. Vocation fondamentale. Tout le reste n'est que fortune contrariée et logique du chagrin ».

### Albums
- Spielt eigene Kompositionen, 1963. Réédité par Mississippi Records (en) en 2022.
- The Hymn of Jerusalem. The Jordan River Song, 1970. Réédité par Mississippi Records en 2022 sous le titre Jerusalem.
- Yet My King Is from Old, Church Of Kidane Mehret, 1972.
- The Visionary: Piano Solo, Emahoy Tsegue Maryam Music Foundation, 2012.
- Emahoy Tsege Mariam Gebru, Mississippi Records, 2022.
- Souvenirs, chansons enregistrées sur cassettes de 1977 à 1985 par Emahoy Tsegué-Maryam Guèbrou et publiées par Mississippi Records en 2024[12].
- Church of Kidane Mehret, Mississippi Records, 2025. L'album rassemble l’intégralité de celui qu’Emahoy a auto-produit en 1972 et qui porte le même titre, ainsi que deux enregistrements inédits pour piano[13].

### Compilations
- Éthiopiques 21 : Ethiopia Song, Buda Musique, 2006.
- Emahoy Tsegué-Mariam Guèbru, Mississippi Records, 2016.

## Dans la culture populaire
Certaines de ses œuvres sont utilisées en illustration musicale des films Yannick de Quentin Dupieux (2023) et All We Imagine as Light de Payal Kapadia (2024).